# Gun Ursing
Gun Margareta Ursing, född Zancow 22 november 1923 i Karlskrona, död 20 mars 2016, var en svensk lärare, bibliotekarie, författare och översättare.

## Biografi
Gun Ursing föddes 1923 i Karlskrona. Hennes föräldrar var Gunnar Zancow och hans fru Ellen Nilsson. 1949 gifte hon sig med Jan Ursing. De fick ett barn, fött 1956.
1945 tog hon småskolläraexamen i Växjö. 1952  blev hon filosofie kandidat vid Uppsala universitet, och mellan 1945 och 1949 var hon lärare i psykologi och engelska vid Uppsala enskilda läroverk. Mellan 1949 och 1954 var hon lärare vid Whitlockska samskolan, och från 1954 var hon lärare vid Sofia kommunala flickskola. På 1970-talet skolade hon om sig till bibliotekarie, och arbetade på Danderyds bibliotek.
Ursing recenserade ett antal barnböcker och artiklar om barnlitteratur i bland annat Svensk skoltidning och Svenska Dagbladet. Hon författade även flera läroböcker och översatte poesi, bland annat av Randolph Stow tillsammans med David Harry. I en av översättningarna skrev Artur Lundkvist ett förord.